# Після Заходу Сонця
Після Заходу Сонця (англ. After the Sunset) — комедійний фільм 2004 року.

## Сюжет
Зав'язавши з кримінальним минулим, Мак Брадетт (Пірс Броснан), професійний злодій і шахрай, тепер насолоджується життям на райському острівці десь на Карибах, у компанії своєї подруги-напарниці (Сальма Хайєк). Але їх безтурботному існуванню не судилося тривати довго - один зі старих знайомих Брадетта, ганялися за ним свого часу агент ФБР (Вудді Харельсон), звертається до нього з пропозицією провернути одну привабливу справу. І тепер перед кожним з учасників цієї афери стоїть мета - не бути обіграні своїми напарниками і вийти зі справи переможцем..